# ميامي فايس
ميامي فايس أو رذيلة ميامى (بالإنجليزية: Miami Vice)‏ هو مسلسل تلفزيوني درامي أمريكي عن الجريمة تم تأليفه من قبل أنتوني يركوفيتش ومن إخراج مايكل مان إنتج لشبكة إن بي سي. قام بدور البطولة دون جونسون في دور سوني كروكيت وفيليب مايكل توماس في دور ريكاردو تابس، وهما محققان في قسم شرطة ميترو دايد يعملان متخفيان في ميامي. استمر عرض المسلسل لمدة خمسة مواسم على قناة إن بي سي من 16 سبتمبر 1984 إلى 25 يناير 1990. بدأت يو إس إيه نيتورك في إعادة عرض المسلسل في عام 1988، وعرض حلقة لم تذاع من قبل أثناء عرضها المشترك للمسلسل في 25 يناير 1990.
على عكس الأعمال البوليسية التقليدية، اعتمد العرض بشكل كبير على ثقافة وموسيقى الموجة الجديدة في الثمانينيات. اشتهر المسلسل بدمج الموسيقى والتأثيرات المرئية. وقد أطلق عليه أحد «أفضل 50 برنامجًا تلفزيونيًا». ذكرت مجلة بيبول أن ميامي فايس كان «أول مسلسل يبدو جديدًا ومختلفًا حقًا منذ اختراع التلفزيون الملون».
أخرج مايكل مان فيلمًا مقتبسًا عن المسلسل، والذي أُصدر في 28 يوليو 2006.

## إنتاج
تمشيا مع الاسم نفسه للمسلسل، ركزت معظم الحلقات على مكافحة تهريب المخدرات وتتبع المجرمين.غالبًا ما تنتهي الحلقات بمعركة نارية عنيفة، أودت بحياة العديد من المجرمين قبل أن يتم القبض عليهم.
كان ميامي فايس واحد من أولى المسلسلات التلفزيونية على الشبكة الأمريكية التي تم بثها بصوت ستيريو.على الرغم من أن الموسم الأول تم بثه في البداية بصوت أحادي، إلا أنه تم مزجه في 4 قنوات استريو طوال فترة عرضه على التلفاز.

### الترشح للأدوار
تم ترشيح نيك نولتي وجيف بريدجز لدور سوني كروكيت، ولكن نظرًا لأنه لم يكن من المربح لنجوم السينما الدخول في التلفزيون في ذلك الوقت، فقد تم النظر في المرشحين الآخرين. تم ترشيح ميكي رورك أيضًا للدور، لكنه رفض العرض. لاري ويلكوكس، من مسلسل شيبس، كان أيضًا مرشحًا لدور كروكيت، لكن المنتجين شعروا أن الانتقال من دور ضابط شرطة إلى آخر لن يكون مناسبًا. بعد عشرات المرشحين تم اختيار دون جونسون لدور جيمس سوني كروكيت وفيليب مايكل توماس لدور ريكاردو تابس، كان لدى إن بي سي شكوك حول العديد من الممثلين الفاشلين سابقًا الذين لعبوا دور البطولة في بداية المسلسل. لعب جيمي سميتس دور إيدي ريفيرا، شريك كروكيت المشؤوم في الحلقة التجريبية.
بعد موسمين، هدد دون جونسون بالانسحاب من المسلسل كجزء من نزاع عقد حظي بتغطية إعلامية كبيرة. كانت الشبكة جاهزة لاستبداله بمارك هارمون الذي كان قد رحل مؤخرًا عن مسلسل «سانت في مكان آخر»، لكن الشبكة وجونسون تمكنا من حل خلافاتهما واستمر في المسلسل حتى نهايته.

### مواقع التصوير
قبل بدء الإنتاج، كانت الفكرة هي القيام بكل أو معظم التصوير الخارجي في لوس أنجلوس، ونقله إلى المشاهدين كمدينة ميامي وهو نهج تم تطبيقه بعد عقدين من الزمن أثناء تصوير سي إس آي: ميامي. ولكن بدلاً من ذلك، تم تصوير جميع عمليات التصوير تقريبًا، الخارجية والداخلية، في ميامي، فلوريدا. تم تصوير العديد من حلقات ميامي فايس في ساوث بيتش قسم من ميامي بيتش، وهي منطقة كانت، في ذلك الوقت، تعاني من الفقر والجريمة، مع تدهور السكانى لدرجة أنه «ببساطة لم يكن هناك الكثير من الناس في شارع. تمتلئ فنادق أوشن درايف بالمسنين، ومعظمهم من المتقاعدين اليهود، وكثير منهم ضعيف، ويعيشون على مدفوعات الضمان الاجتماعي الضئيلة، كانوا يصورون في جميع أنحاء ميامي بيتش، يمكنهم التصوير في منتصف الشارع. لانه لم يكن هناك أحد حرفيًا. لم تكن هناك سيارات متوقفة في الشارع». في الحلقات المبكرة على وجه الخصوص، تم تصوير السكان المسنين المحليين في كثير من الأحيان على أنهم إضافات.
كانت بعض زوايا شوارع ساوث بيتش متدنية لدرجة أن طاقم الإنتاج قرر بالفعل إعادة طلاء الجدران الخارجية لبعض المباني قبل التصوير. بذل الطاقم جهودًا كبيرة للعثور على الإعدادات والدعائم الصحيحة.
يعود الفضل إلى نائب ميامي إلى حد ما في التسبب في موجة من الدعم للحفاظ على الهندسة المعمارية الشهيرة على طراز فن الآرت ديكو في ميامي في منتصف الثمانينيات إلى أوائل التسعينيات؛ والعديد من هذه المباني، من بينها العديد من الفنادق المطلة على الشاطئ، تم تجديدها منذ التصوير، مما يجعل هذا الجزء من ساوث بيتش أحد أشهر الأماكن في جنوب فلوريدا للسياح والمشاهير.
تشمل الأماكن الأخرى التي تم تصويرها بشكل شائع في المسلسل مواقع حول مقاطعتي بروارد وبالم بيتش.

### موسيقى
يشتهر ميامي فايس باستخدام مبتكر لموسيقى البث الاستريو، ولا سيما في عدد لا يحصى من أغاني البوب والروك في الثمانينيات والموسيقى المميزة والمركبة لجان هامر. في حين أن المسلسلات التلفزيونية الأخرى تستخدم الموسيقى المخصصة للتلفزيون، فإن يتم انفاق 10000 دولار أو أكثر لكل حلقة لشراء حقوق التسجيلات الأصلية. كان الحصول على أغنية يتم تشغيلها في ميامي فايس بمثابة دفعة لشركات التسجيل والفنانين. في الواقع، تسمح بعض الصحف، مثل يو إس إيه توداي، للقراء بمعرفة الأغاني التي سيتم عرضها كل أسبوع. من بين العديد من الفرق المعروفة جيدا والفنانين الذين ساهموا موسيقاهم:
- روجر دالتري
- إل ديبارغ
- دوران دوران
- ديفو
- سينيد أوكونور
- راسيل بالارد
- بلاك أوهورو
- جاكسون براون
- كيت بوش
- ميت لوف
- فيل كولنز،[18]
- بريان آدمز
- توب
- بارسونز
- وارد براذرز
- جودلي وكريم
- كوري هارت
- غلين فراي
- يو 2
- أندرورلد
- فرانكي جوز تو هوليوود
- بروباجاندا
- فوريجنر
- ذا بوليس
- ريد 7
- تيد نوغينت
- سوسيد تيندنسيس (فريق)
- ذا دامند (فريق)
- بيلي أيدول
- ذا شيرش (فريق)
- بيلي أوشن
- إريك كلابتون

.. مشهد مبدع من ميامي فايس يتضمن كروكيت يقود السيارته ومعه تابس في شوارع ميامي ليلا مع أغنية فيل كولنز «في الهواء ليلاً».
يان هامر ينسب الفضل إلى المنتج التنفيذي مايكل مان في السماح له بحرية إبداعية كبيرة في تسجيل ميامى فايس. نتج عن التعاون قطع موسيقية لا تُنسى، والذي صعد إلى قمة قوائم بيلبورد في نوفمبر 1985. بقيت الموسيقى التصويرية الأصلية لميامى فايس، والتي تضم الأغنية الرئيسية (رقم1) و (رقم 2)، على رأس مخطط ألبوم الولايات المتحدة لمدة 11 أسبوعًا في عام 1985، مما يجعلها أنجح موسيقى تلفزيونية في ذلك الوقت. كانت الأغنية الرئيسية شائعة جدًا لدرجة أنها حصلت أيضًا على جائزتي جرامي في عام 1986. كما تم التصويت على الأغنية الأولى على انها الأفضل على الإطلاق من قبل قراء دليل التلفزيون.«ثيم كروكيت» لحن آخر من العرض أصبح رقم 1 في العديد من البلدان الأوروبية في عام 1987.

### الأزياء

يظهر في الصوره دون جونسون يرتدي الملابس التي أصبحت سمة مميزه للمسلسل

كانت الملابس التي يتم ارتداؤها في ميامي فايس لها تأثير كبير على أزياء الرجال. لقد شاعوا «تي شيرت تحت سترة أرماني»، وشيعوا أزياء الرجال الإيطاليين في الولايات المتحدة. أصبحت ملابس دون جونسون النموذجية من جاكيت الإيطالي، والقميص، والسراويل الكتانية البيضاء، والأحذية سهلة الارتداء بدون جورب لها نجاحًا كبيرًا. ارتدى كروكيت في البداية نموذج من ساعة «رولكس داي ديت» 18 قيراطًا في الموسم الأول، حتى فاز إبيل بالعقد في المواسم المتبقية. وبالمثل، أثار مظهر كروكيت غير المحلوق على الدوام اتجاهًا بسيطًا للأزياء، مما ألهم الرجال لبقاء لحيتهم خفيفة في جميع الأوقات. تمت استشارة المصممين مثل فيتوريو ريتشي، وجياني فيرساتشي، وهوجو بوس في الحفاظ على المظهر العصري للرجال. حددت جودي تيلن، مصممة الأزياء للموسم الأول، مع مايكل مان مظهر الملابس. تعكس وفرة ألوان الباستيل في العرض فن العمارة في ميامي.
خلال خمس سنوات، زاد طلب المستهلكين على السترات غير المهيكلة والسترات المصنوعة من القماش اللامع والباستيل الفاتح. عزز كروكيت أيضًا شعبية راي بان بارتداء زوج من طراز L2052، راي بان وايفارير، مما أدى إلى زيادة مبيعات راي بان إلى 720.000 وحدة في عام 1984. في ربيع عام 1986، أصبحت ماكينة الحلاقة الكهربائية متوفرة تسمى «جهاز Stubble»، والتي سمحت للمستخدمين بالحصول على لحية مثل شخصية دون جونسون. في البداية أطلق عليه Wahl اسم «جهاز ميامي»، ولكن في النهاية أرادت الشركة تجنب دعوى قضائية تتعلق بانتهاك العلامة التجارية. أصبحت العديد من الأنماط التي اشتهر بها البرنامج التلفزيوني، مثل القميص الذي يرتدي بدلات الباستيل، وعدم إرتداء الجوارب، والأكمام الملفوفة، ونظارات راي بان الشمسية، الصورة القياسية لثقافة الثمانينيات. استمر تأثير الموضات ميامي فايس 'في التسعينات في وقت مبكر، وإلى حد ما لا تزال قائمة إلى اليوم.

### الأسلحة النارية
قام المسلسل أيضًا بترويج لبعض العلامات التجارية للأسلحة النارية والملحقات. بعد أن أصبح جونسون غير راضٍ عن حافظة مسدسه، أرسلت شركة Jackass Leather رئيسها، ريك غالاغر، لتناسب دون جونسون شخصيًا مع حافظة المسدس "Jackass Rig"، الذي أعيدت تسميته لاحقًا بـ Galco "Miami Classic".
كان برين تن، الذي تم تصنيعه بواسطة دورناوس وديكسون، مسدسًا من الفولاذ المقاوم للصدأ استخدمه دون جونسون خلال الموسمين الأولين من ميامي فايس. توقف دورناوس وديكسون عن العمل في عام 1986، وتم عرض عقد على سميث وويسون لتجهيز جونسون بطراز نموذج S&W 645 خلال الموسم الثالث.
ظهرت العديد من الأسلحة النارية التي لم تشاهد من قبل على شاشة التلفزيون بشكل بارز لأول مرة في العرض، بما في ذلك مسدس جلوك 17. بالإضافة إلى ذلك، تم عرض الأسلحة النارية التي لم تكن معروفة جيدًا للجمهور، بما في ذلك شتاير أوج وماك-10 وديسرت أيجل، على جمهور عريض في هذا العرض. حتى استخدام البنادق الثقيلة، حيث شوهد زيتو وهو يناور مدفع رشاش إم 60 من أعلى السطح في حلقة "Lombard".

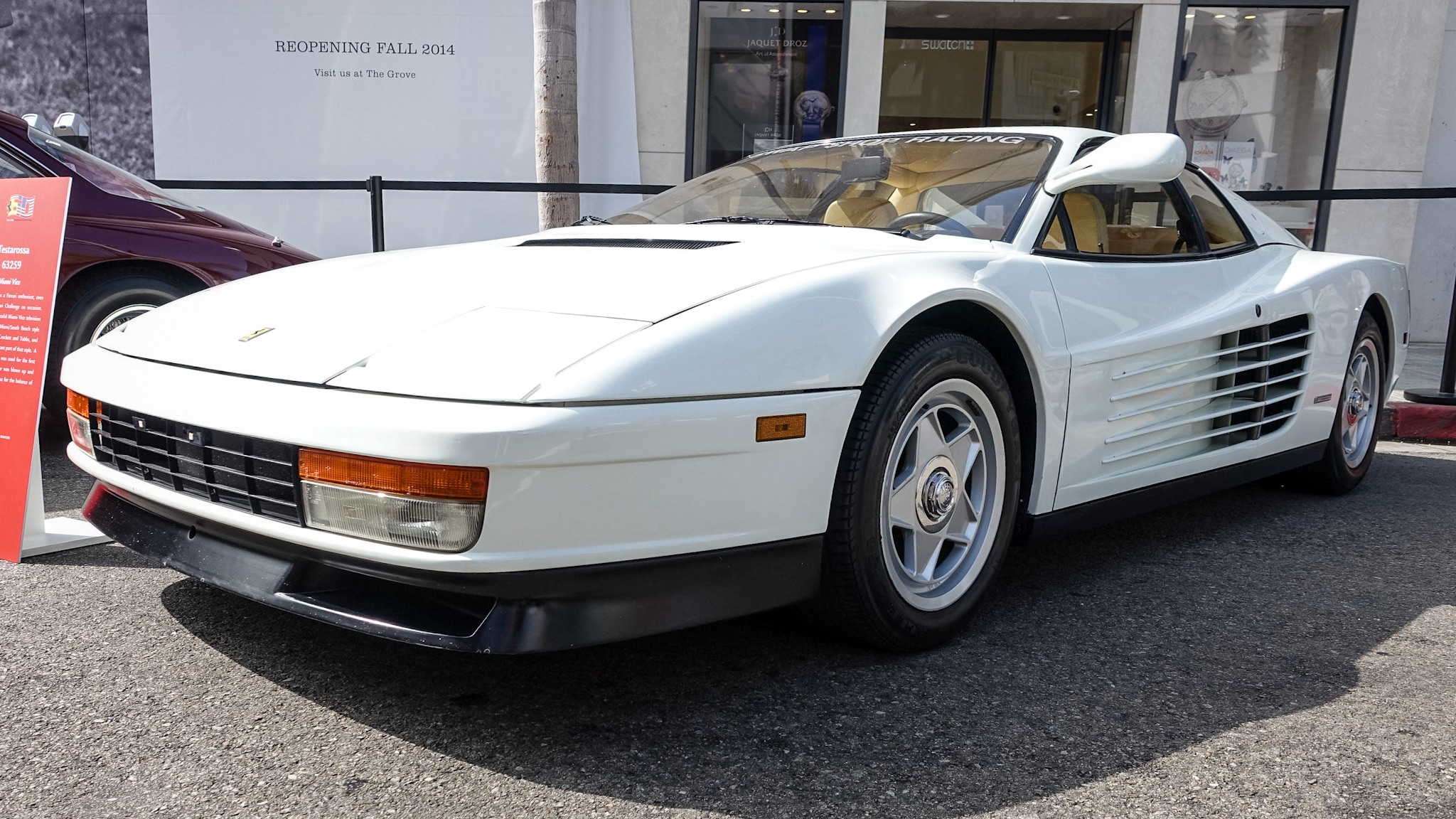
فيرارى تيستاروسا

### سيارات

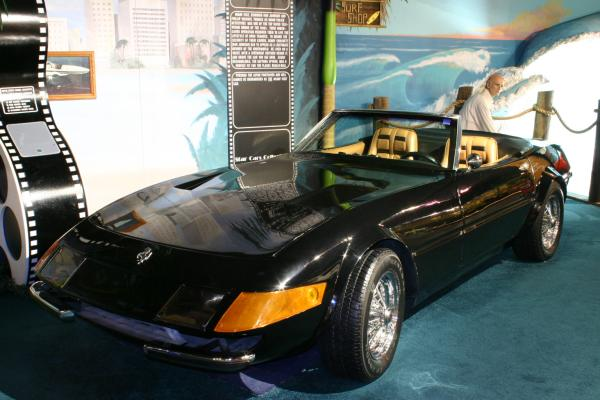
نسخة طبق الأصل 1972 فيراري دايتونا سبايدر (في الواقع سيارة شيفروليه كورفيت معدلة)، السيارة التي يقودها دون جونسون في ميامي فايس حتى الموسم الثالث.

جذبت سيارتان الكثير من الاهتمام في ميامي فايس، وهما فيراري دايتونا وفيراري تيستاروسا. خلال الموسمين الأولين وحلقتين من الموسم الثالث، قاد المحقق سوني كروكيت نسخة طبق الأصل من مجموعة فيراري دايتونا سبايدر 365 GTS/4 السوداء لعام 1972 مبنية على هيكل شيفروليه كورفيت سي3. تم تزويد السيارة بألواح هيكل على شكل فيراري من قبل شركة تصنيع السيارات المتخصصة ماكبيرني. بمجرد أن اكتسبت السيارة سمعة سيئة، رفعت شركة فيراري دعوى تطالب فيها ماكبيرني وأي شخص آخر بالتوقف عن إنتاج وبيع نسخ فيراري المقلدة، والتعدي على اسم فيراري وتصميمها. نتيجة لذلك، استمر دايتونا حتى الموسم الثاني، وعند هذه النقطة تم «تفجير» في الحلقة الأولى من الموسم الثالث، "When Irish Eyes Are Crying". لم يتم تدمير أي من السيارة أو النسخة الاحتياطية الخاصة بها، حيث قامت شركة الإنتاج ببساطة بتفجير هيكل فارغ لأسباب تتعلق بالتكلفة والسلامة. تمت إزالة سيارات فيراري المزيفة من العرض، حيث تبرعت فيراري بسيارتان جديدتين من فيراري تيستاروسا لعام 1986 كبديل.
فيراري دايتونا ظهرت فجأة في حلقة "El Viejo" بعد ست حلقات من تدميرها، دون تفسير. في الأصل، تم تعيين حلقة "El Viejo" لتكون الحلقة الأول للموسم الثالث، لكن المديرين التنفيذيين في الاستوديو وجدوا أن تدمير دايتونا سيكون بمثابة افتتاح أكثر دراماتيكية للموسم. لعب عقد دون جونسون في بداية الموسم دورًا أيضًا، حيث أخر التصوير لدرجة أنه لا يمكن إنهاء حلقة "El Viejo" في الوقت المناسب للعرض الأول للموسم التالت
.كما شوهد كروكيت وهو يقود سيارة بورش 911 إس سي تارجا سوداء موديل عام 1978 في مشهد استرجاع إلى عام 1980 في حلقة الموسم الثالث "Forgive Us Our Debts".
شريك كروكيت، ريكاردو تابس، قاد سيارة كاديلاك كوبيه دي فيل المكشوفة موديل عام 1964. قاد ستان سويتيك سيارة فورد ثندربيرد الفيروزية موديل عام 1961. قادت جينا كالابريس سيارة ميركوري كوغار XR-7 المكشوفة موديل عام 1971.عندما كان ستان ولاري متخفيين، قادا سيارة دودج رام فان. السيارات البارزة الأخرى التي ظهرت في ميامى فايس تشمل لامبورغيني، مرسيدس أيه أم جي، مرسيدس-بنز، بي إم دبليو، مازيراتي، لوتس، ديلوريان DMC-12، بورشه، وشيفروليه كورفيت. ظهرت أيضًا سيارات العضلات الأمريكية، مثل بونتياك GTO وبونتياك فايربيرد وفورد موستانغ وشيفروليه كمارو وبليموث جي تي إكس وباراكودا وشيفروليه مونت كارلو وبويك جراند ناشيونال.

### القوارب
طوال المسلسل، عاش سوني كروكيت على مركب شراعي إنديفور، سانت فيتوس، بينما في الحلقة التجريبية، شوهد كروكيت على مركب شراعي كابو ريكو يبلغ ارتفاعه 38 قدمًا. في الموسم الأول، شوهد يعيش على مركب شراعي إنديفور 40، بينما في بقية المسلسل (المواسم 2 إلى 5) شوهد يعيش على مركب شراعي إنديفور 42 (بسعر 120 ألف دولار في عام 1986). كانت جاذبية المراكب الشراعية كبيرة لدرجة أن المراكب الشراعية إنديفور 42 المستخدمة في موسم 1986 من ميامي فايس تم بيعها لزوجين من الغرب الأوسط، في حين تم بيع إنديفور 40 لخدمة تأجير السفن في فورت لودرديل. في الوقت نفسه، كان إنديفور 42 يبني جديدًا لموسم 1987 من ميامى فايس.
في الحلقة التجريبية، وللموسم الأول، يقود كروكيت كريس كرافت ستينجر 390 X - قارب سباق بعمق 39 قدمًا بعيدًا عن الشاطئ. بالنسبة إلى ستينجرز الأربعة الأخرى، أظهر كريس كرافت لطاقم الإنتاج مخطط ألوان يتضمن اللون الأحمر - ومع ذلك، منذ أن قرر مايكل مان أن اللون الأحمر لن يظهر أبدًا في العرض، لذا تم اختيار نظام اللون الأزرق بدلاً من ذلك. لم تكن ستينجرز المستخدمة في العرض خالية من كريس كرافت. تسبب هذا الموقف في قيام فريق الإنتاج بالتبديل إلى استخدام ويلكرافت 38 سكاراب KVs لبقية العرض. كانت سكاراب 38KVs عبارة عن قارب مزدوج بقدرة 440 حصانًا و 28 لونًا تم بيعه بمبلغ 130 ألف دولار في عام 1986.

## الحلقات

### نظرة عامة
كانت النصوص مستندة بشكل فضفاض على الجرائم الفعلية التي حدثت في ميامي على مر السنين. وشمل ذلك الجريمة المنظمة المحلية والدولية والعالمية. ركزت العديد من الحلقات على الاتجار بالمخدرات (حيث كانت في الحياة الواقعية ميامي محورًا رئيسيًا ونقطة دخول إلى أمريكا الشمالية في أوائل الثمانينيات). استندت حلقات أخرى إلى جرائم مثل الاتجار بالأسلحة النارية، والتي كانت ميامي بالنسبة لها بوابة للمبيعات إلى أمريكا اللاتينية، بالإضافة إلى فضيحة شرطة ميامي ريفر (حلقة فساد حقيقية للشرطة تضمنت سرقة المخدرات وتجارة المخدرات والقتل)، والدعارة في الشوارع، وعمليات السطو على المنازل، والجرائم التي ارتكبها المهاجرون الكوبيون إلى ميامي بعد رفع مارييل للقوارب، ونشاط الياكوزا والمافيا في ميامي. ألقت السلسلة أيضًا نظرة على القضايا السياسية مثل نزاع أيرلندا الشمالية، وحرب المخدرات في أمريكا الجنوبية (على سبيل المثال حلقة "Prodigal Son")، ودعم الولايات المتحدة للجنرالات والديكتاتوريين في جنوب شرق آسيا وأمريكا الجنوبية، وفي أعقاب حرب فيتنام. كما تم تغطية القضايا الاجتماعية مثل إساءة معاملة الأطفال، ورهاب المثلية الجنسية، وأزمة الإيدز.
نشأت أيضًا قضايا شخصية: انفصل كروكيت عن زوجته كارولين (بليندا مونتغومري) في الحلقة الأول من الموسم الأول وطلق في الحلقة الرابعة، ولاحقًا قُتلت زوجته الثانية كيتلين ديفيز (شينا إيستون) على يد أحد أعدائه. في الحلقات الثلاث، "Mirror Image"و"Hostile Takeover"و"Redemption in Blood" تسبب ارتجاج في المخ نتج عن انفجار في أن يعتقد كروكيت أنه شخصيته المتغيرة السرية، سوني برنت، تاجر مخدرات. كان «تابس» لديه ثأر شخصي إلى حد ما مع عائلة كالديرون، التي أمر أحد أفرادها بقتل شقيقه رافائيل «محقق شرطة مدينة نيويورك». كثيرا ما يطارد الملازم مارتن كاستيلو ماضيه في جنوب شرق آسيا، الذي قضاه كعميل لوكالة المخابرات المركزية في المثلث الذهبي.
في المواسم الأولى كانت النغمة أفتح، خاصة عند ظهور شخصيات كوميدية مثل مخبري الشرطة نووجي لامونت (تشارلي بارنيت) وإيزي مورينو (مارتن فيريرو). في وقت لاحق، كان المحتوى أكثر قتامة وساخرة، مع محاربة كروكيت وتابس للفساد، وشددت الوقائع على جانب المأساة الإنسانية وراء الجريمة. تفتقر الحلقات الداكنة أحيانا البناء درامي، كل حلقة تنتهي فجأة بعد ذروتها التي تنطوي على العنف والموت، وعادة ما تعطي الحلقات اليأس والشعور العدمي في بعض الأحيان.
نظرًا للشعور واللمس «المظلمين» المميزين، يُشار إلى ميامى فايس غالبًا كمثال على نيو-نوار المصنوع للتلفزيون. غالبًا ما يُنسب لمايكل مان، الذي عمل كمنتج تنفيذي لغالبية العرض الذي استمر لمدة خمس سنوات، لكونه أحد المخرجين الأكثر نفوذاً في نيو نوار. في عام 1997، احتلت حلقة الموسم الثاني " Out Where the Buses Don't Run " المرتبة رقم 90 في قائمة أفضل 100 حلقة على الإطلاق في دليل التلفزيون.

### التغيرات
خلال فترة تشغيل التي استمرت خمس سنوات، خضع ميامى فايس إلى تغييرات ملحوظة للغاية في صيغتها ومحتواها. ومع ذلك، بين الموسمين الأول والثاني، كانت هذه التغييرات في الغالب دقيقة وتتضمن تفاصيل مثل درجة الكمال التي تم بها مطابقة ظلال الألوان لخلفيات المشهد والدعائم والملابس مع بعضها البعض.
في موسمه الثالث في 1986-1987 بعد إلغاء مسلسل السائق نايت، انتقل العرض من فترته التقليدية التي كانت 10 مساءً في ليالي الجمعة حتى التاسعة مساءً، والذي طرحه الآن مقابل عرض Top 10 الدائم في دالاس. بدأ هذا التراجع في العرض، وفي مارس 1987، نشر تي في غايد قصة غلاف بعنوان "Dallas Drubs the Cops: Why Miami Vice Seems to be Slipping" تراجع ميامي فايس في الموسم 2 من المركز 9 إلى المركز 27 بنهاية الموسم 3.
قبل مغادرة مايكل مان المسلسل للعمل على مسلسله التلفزيوني الجديد «قصة جريمة»، سلم مايكل مان دور المنتج التنفيذي لمؤلف قانون ونظام المستقبلي دك وولف قبل الموسم الثالث (1986-1987). ركز «وولف» في العرض على القضايا المعاصرة مثل الاضطرابات في أيرلندا الشمالية وعقوبة الإعدام.
بالإضافة إلى خسارة المعركة ضد منافس الوقت الجديد دالاس ، بدأت النغمة العامة لحلقات الموسم الثالث تصبح أكثر جدية وأقل روعة مما كانت عليه في المواسم السابقة. أصبحت المشاهد الكوميدية والحبكات الفرعية نادرة بشكل واضح. وفقًا لمقاربة ديك وولف "المأخوذة من العناوين الرئيسية" والتي استخدمها لاحقًا في مسلسلات تلفزيونية مثل قانون ونظام، ركزت الوقائع المنظورة على الجانب الإنساني الخطير للجريمة أكثر من تركيزها على إبهار أنماط الحياة الاستوائية لتجار المخدرات وغيرهم من المجرمين البارزين. انعكس هذا التحول في النغمة أيضًا في أزياء المسلسل وأنظمة الألوان واختيارها للموسيقى. بدأ طاقم العمل في ارتداء ملابس داكنة بشكل واضح وحتى الألوان الترابية، والتي اشتهرت بتجنبها من قبل المنتج التنفيذي مايكل مان في الموسمين الأول والثاني. بدأت لوحات الألوان لخلفيات المشهد تصبح أكثر قتامة أيضًا، مع استبدال ألوان الباستيل بظلال النيون الأكثر حده. في حين أن الموسمين الأول والثاني كانا يقدمان دائمًا مجموعة متنوعة من موسيقى الرسم البياني المعاصرة "المبهجة" وموسيقى الروك والبوب الكلاسيكية، أصبحت تشكيلة الموسيقى للموسم الثالث أكثر حزنًا، مع أغانٍ مثل " In Dulce Decorum " لـ "ذا دامند" و " Lives " في الميزان "لجاكسون براون، "الرحمة" لستيف جونز، و"لا تخذلني مجددا لـ "ديبيتش مود. كانت كل هذه التغييرات غير مرحب بها من قبل النقاد والعديد من المشاهدين الذين أصبحوا معجبين بالمسلسل التلفزيوني بسبب الحزمة التي قدمها الموسمان الأولين. تسبب ذلك في قيام المنتجين بإعادة تجهيز نهجهم في ميامى فايس للموسم الرابع التالي.
بحلول الموسم الرابع، كان معظم الكتاب الأصليين قد تركوا المسلسل. تضمنت القصص قصص المغازلة وزواج بين سونى كروكيت (دون جونسون) وكيتلين ديفيز (شينا إيستون)، والمؤامرة التي طور فيها كروكيت فقدان الذاكرة (حيث يخطئ نفسه بسبب أن تاجر المخدرات يغير الأتفاق، ويصبح قاتل محترف). علاوة على ذلك، تظهر كارولين كروكيت، زوجة سوني الأولى، وكذلك ابنه بيلي لفترة وجيزة.

### إلغاء
بعد استمرار تدهور التصنيفات خلال الموسم الرابع، كانت إن بي سي قد خططت في الأصل لطلب موسم خامس قصير من 13 حلقة فقط، لكنها استقرت في النهاية على جولة كاملة أخرى، والتي كانت، في كلتا الحالتين، سيكون الموسم الأخير. في بداية الموسم الخامس، ذكرت أوليفيا براون، «كان المسلسل يحاول إعادة اختراع نفسه.»
في مايو 1989، بثت قناة إن بي سي الحلقة النهائية التي استمرت ساعتين بعنوان "Freefall" التي شاهدها 22 مليون مشاهد في 21 مايو 1989 من 9 إلى 11 مساء. على اساس انها "خاتمة المسلسل"، إلا أن هناك ثلاث حلقات لم يتم بثها ("World of Trouble" و"Miracle Man"و "Leap of Faith")، والتي ظهرت خلال إعادة عرض في يونيو كـ "حلقات ضائعة" ". الحلقة الرابعة، التي لم تذاع من قبل، "Too Much Too late" تم بثها لأول مرة في 25 يناير عام 1990 على شبكة يو إس إيه نيتورك. تم إعادة عرض المسلسل منذ ذلك الحين من قبل شبكات أخرى بالتزامن مع حلقات الموسم الخامس..
| اسم                   | صورت من قبل        | احتلال         | مواسم    | مواسم    | مواسم    | مواسم    | مواسم    | المدة الزمنية   |
| اسم                   | صورت من قبل        | احتلال         | 1        | 2        | 3        | 4        | 5        | المدة الزمنية   |
| --------------------- | ------------------ | -------------- | -------- | -------- | -------- | -------- | -------- | --------------- |
| جيمس "سوني" كروكيت    | دون جونسون         | رقيب المحقق    | الأساسية | الأساسية | الأساسية | الأساسية | الأساسية | 1 × 01-5 × 21   |
| ريكاردو "ريكو" تابس   | فيليب مايكل توماس  | رقيب المحقق    | الأساسية | الأساسية | الأساسية | الأساسية | الأساسية | 1 × 01-5 × 21   |
| جينا نافارو كالابريس  | ساندرا سانتياغو    | المحقق         | الأساسية | الأساسية | الأساسية | الأساسية | الأساسية | 1 × 01-5 × 21   |
| ستانلي "ستان" سويتك   | مايكل تالبوت       | المحقق         | الأساسية | الأساسية | الأساسية | الأساسية | الأساسية | 1 × 01-5 × 21   |
| لورانس "لاري" زيتو    | جون ديل            | المحقق         | الأساسية | الأساسية | الأساسية |          |          | 1 × 01 - 3 × 13 |
| ترودي جوبلين          | أوليفيا براون      | المحقق         | الأساسية | الأساسية | الأساسية | الأساسية | الأساسية | 1 × 01-5 × 21   |
| لو رودريغيز           | جريجوري سييرا      | المحقق الملازم | الأساسية |          |          |          |          | 1 × 01–1 × 04   |
| مارتن "مارتي" كاستيلو | إدوارد جيمس أولموس | المحقق الملازم | الأساسية | الأساسية | الأساسية | الأساسية | الأساسية | 1 × 06-5 × 21   |

### الشخصيات الأساسية
- دون جونسون في  دور المحقق جيمس "سونى" كروكيت: محقق سري في قسم شرطة مترو ديد. نجم كرة قدم سابق في جامعة فلوريدا جاتورز،[62] أصيب بكسر في الركبة وضع حدًا لمسيرته الرياضية. تم تجنيده بعد ذلك من قبل الجيش الأمريكي وخدم في فرقة الفرسان الأولى وفي القوات الخاصة. خدم جولتين في فيتنام - أو كما يسميه، «مؤتمر جنوب شرق آسيا». في عام 1975 أصبح ضابط دورية بالزي الرسمي لشرطة مترو ديد وبعد ذلك أصبح محققًا سريًا لوحدة الرذيلة. الاسم المستعار لكروكيت هو سوني برنت، عداء مخدرات ووسيط. تشمل مركباته سيارة فيراري دايتونا سبايدر[34] (لاحقًا فيراري تيستاروسا)،[33] زورق كهربائي «سكاراب» البحري،[42] ومركب شراعي[41] يعيش فيه مع حيوانه الأليف القاطور ألفيس (أيضًا تربا في فلوريدا جاتورز). تم استخدام اسم «سوني كروكيت» سابقًا للإشارة إلى مجرم لعبه الممثل دينيس باركلي في هيل ستريت بلوز في عام 1983، حيث كان المؤلف أنتوني يركوفيتش كاتبًا. من قبيل الصدفة، ظهر جريجوري سييرا الذي لعب دور رئيس كروكيت فيما بعد في "Vice" في نفس الحلقات.
- فيليب مايكل توماس في دور المحقق ريكاردو«ريكو» تابس: محقق سابق في شرطة نيويورك يسافر إلى ميامي كجزء من ثأر شخصي ضد كالديرون، الرجل الذي قتل شقيقه رافائيل. بعد التعاون مؤقتًا مع كروكيت، يتبع «تابس» نصيحة صديقه وينتقل إلى «مهنة في تطبيق القانون الجنوبي»، خوفًا من أنه بعد انتهاكاته الجسيمة لقواعد سلوك شرطة نيويورك في الحلقة التجريبية، لن يتمكن من استئناف وظيفته في نيويورك. انضم إلى قسم ميامي وأصبح شريك كروكيت الدائم. غالبًا ما يتظاهر بأنه ريكو كوبر، وهو مشتر ثري من خارج المدينة.
- إدوارد جيمس أولموس في  دور الملازم مارتن «مارتي» كاستيلو: لقد حل محل المقتول رودريغيز كرئيس لمكتب المراقبة . رجل قليل الكلام،[63] يعيش كاستيلو حياة منعزلة خارج العمل. كان سابقًا ضابطًا قائدًا ل إدارة مكافحة المخدرات في المثلث الذهبي بجنوب شرق آسيا خلال أواخر السبعينيات. خلال الفترة التي قضاها كضابط قائد في إدارة مكافحة المخدرات، عارض وكالة المخابرات المركزية في تأييد تهريب الهيروين لتمويل عملياتهم الخارجية. اقترح إدوارد جيمس أولموس أثناء التصوير بعض عادات كاستيلو، مثل خلو مكتبه دائمًا من الأوراق وطلبه أن يطرق أي شخص يدخل مكتبه أولاً.
- ساندرا سانتياغو بدور المحققة «جينا» نافارو كالابريسي: محققة شجاعة، أقامت مع كوركيت علاقة حب قصيرة بعد طلاق كروكيت. حتى بعد أن لم تتقدم علاقتهم، لا يزال لديهم صداقة قوية.
- أوليفيا براون بدور المحقق ترودي جوبلين: شريك جينا في دورية. على الرغم من قوتها، إلا أنها تكافح أحيانًا لمواجهة عواقب وظيفتها، مثل عندما أطلقت النار على رجل وقتلت. في وقت لاحق من المسلسل، واجهت مواجهة مع جسم غامض وغريب قام بتجسيده جيمس براون.
- مايكل تالبوت في دور المحقق ستان سويتيك: زميل محقق شرطة وصديق جيد للاري. على الرغم من كونه شرطيًا جيدًا، إلا أنه يقع في وقت لاحق من السلسلة فريسة لإدمان القمار. وهو أيضًا معجب كبير بإلفيس بريسلي.
- جون ديل (1984-1987) في دور المحقق لورانس «لاري» زيتو:[64] محقق وشريك مراقبة «سويتيك». قُتل أثناء أداء واجبه عندما أعطاه تاجر مخدرات جرعة زائدة مميتة. استمتع ديهل بكونه في المسلسل ولكنه أراد أن يترك العرض، واختار فرصة أكثر إبداعًا في المسرح.
- جريجوري سييرا (1984) في دور الملازم لويس رودريغيز: ملازم شرطة يعمل كقائد لوحدة نائب. قُتل في الحلقة الرابعة على يد قاتل تم استئجاره لقتل كروكيت.

### الشخصيات المتكررة
- تشارلي بارنيت (1984-1987) في دور نوجارت«نووجي» لامونت: صديق إيزي ومخبر ل كروكيت وتابس.
- شينا إيستون (1987-1988) بدور كيتلين ديفيز كروكيت: مغنية بوب تم تعيينها لها حارس شخصي من الشرطة، «كروكيت»، لشهادتها في قضية ابتزاز. أثناء حماية كيتلين، يقع سوني في حبها ويتزوجان. بعد أشهر من زواجهما، قُتلت كيتلين على يد أحد أعداء كروكيت السابقين. علم سوني لاحقًا أنها كانت حاملاً في الأسبوع السابع، مما تسبب له في مزيد من الاضطراب العاطفي.
- مارتن فيريرو (1984-1989) بدور إيزيدور «إيزي» مورينو: مجرم صغير ومتحدث سريع، يشتهر«ايزى» دائمًا بالدخول في مخططات المال السريع وإعطاء كروكيت وتابس أحدث المعلومات من الشارع.
- خوسيه بيريز (1985، 1989) بدور خوان كارلوس سيلفا، تاجر مخدرات وأب روزيتا سيلفا، وكذلك خورخي «جورجي» إستيبان، ابن عم إيزي مورينو.
- بام غرير (1985، 1989) مثل فاليري جوردون: ضابط في قسم شرطة نيويورك واهتمام الحب المتقطع بـ تابس.
- بليندا مونتغومري (1984-1989) بدور كارولين كروكيت / بالارد: زوجة كروكيت السابقة التي انتقلت إلى أوكالا بولاية فلوريدا لتتزوج وتربية طفلها بيلي. كانت كارولين تحمل طفلاً مع زوجها الثاني في آخر ظهور لها.

### الظهور كضيفة شرف
ظهر العديد من الممثلين والممثلات والموسيقيين والكوميديين والرياضيين والمشاهير طوال فترة العرض التي استمرت خمسة مواسم. لقد لعبوا العديد من الأدوار المختلفة من تجار المخدرات إلى رجال الشرطة السريين إلى السيدات. من بين الموسيقيين شينا إيستون، نايجل تايلور، آندي تايلور، ويلي نيلسون، جين سيمونس، وتيد نوغينت وتيد نوجنت بالإضافة إلى غلين فراي، فرانك زابا، فيل كولنز، مايلز ديفيس، فرانكي فالي، ليتل ريتشارد، جيمس براون، ليونارد كوهين.
ومن الشخصيات الأخرى المسؤول التنفيذي عن السيارات لي إياكوكا والمتآمر في ووترغيت جي جوردون ليدي. ومن بين الرياضيين مركز بوسطن سيلتكس بيل راسيل، برنارد كينغ، سائق سيارة السباق داني سوليفان، والملاكمين روبرتو دوران، وراندال تكس كوب.
أظهر العرض بشكل متكرر ظهور ضيوف من ممثلين وممثلات صاعدة، بما في ذلك: لورنس فيشبورن، فيجو مورتينسين، دنيس فارينا، ستانلي توتشي، جيمي سميتس، بروس ماكجيل، ديفيد ستراثيرن، فينج راميز، ليام نيسون، لو دايموند فيليبس، بروس ويليس، إد أونيل، جوليا روبرتس. بالإضافة إلى مايكل مادسن وبعض الممثلين الاخرين.

## التصنيف وآراء النقاد

### التقييمات
| الموسم      | الفترة الزمنية (ET) | مرتبة          | التقييم                      |
| ----------- | --- | -------------- | ---------------------------- |
| 1984-85     | الأحد الساعة 9:00 مساءا (الحلقة 1) الأحد الساعة 10:00 مساءا (الحلقة 2) الجمعة الساعة 10:00 مساءا (الحلقات 3-23)                                                                                   | ليس في أفضل 30 | ليس في أفضل 30               |
| 1985–86     | الجمعة الساعة 9:00 مساءا (الحلقة 1) الجمعة الساعة 10:00 مساءً (الحلقات 2–23) | 9              | 21.3                         |
| 1986 - 87   | الجمعة الساعة 9:00 مساء | 26             | 16.8 (تعادل مع نوتز لاندينغ) |
| 1987 - 1988 | الجمعة الساعة 9:00 مساءً (الحلقات 1–18) الجمعة الساعة 10:00 مساءا (الحلقات 19-22) | ليس في أفضل 30 | ليس في أفضل 30               |
| 1988-89     | الجمعة الساعة 10:00 مساءً (الحلقات 1-8، 14) الجمعة الساعة 9:00 مساءً (الحلقات 9-13، 15-16) الأحد الساعة 9:00 الحلقة (17) الأحد الساعة 10:00 الحلقة (18) الأربعاء الساعة 10:00 مساءا (الحلقات 19-21) | ليس في أفضل 30 | ليس في أفضل 30               |

### استجابة النقاد
اعترض النقاد على استخدام المسلسل للعنف من خلال تلبيسه بتصوير جميل. اشتكى آخرون من أن المسلسل يعتمد على الجوانب المرئية والموسيقى أكثر من اعتماده على القصص المتماسكة والشخصيات المرسومة بالكامل. كما اعترض القادة المدنيون في ميامي على عرض المسلسل لمشاكل الجريمة في المدينة في جميع أنحاء أمريكا. ومع ذلك، فقد تم استرضاء معظم القادة المدنيين بسبب مساهمة العرض المقدرة بمليون دولار لكل حلقة في اقتصاد المدينة وتعزيز السياحة في ميامي. في أغلب الأحيان، يتم إخفاؤهم في غرفة "رديئة" في مكان ما، يرتدون الجينز المليء بالثقوب، ويشاهدون بعض المستودعات المكسورة في جزء مهجور من المدينة من خلال زوج من المنظار المنبعج ".
في حفل توزيع جائزة إيمي عام 1985، تم ترشيح ميامي فايس لـ 15 جائزة إيمي، بما في ذلك «الكتابة المتميزة في سلسلة درامية»، «تحرير فيلم رائع»، «إنجاز رائع للتأليف الموسيقي لمسلسل (تسطير درامي)»، و «الإخراج المتميز». في نهاية الليل، فاز ميامي فايس فقط بأربعة جوائز انمى. في اليوم التالي، لم تستطع صحيفة لوس أنجلوس هيرالد إكزامينر إلا أن تخلص إلى أن ناخبي إيمي المحافظين (في أكاديمية فنون وعلوم التلفزيون) رفضوا ببساطة الاعتراف بمسلسل جديد مبتكر يحتفل بالمتعة والعنف والجنس والمخدرات.
صنف نقاد التليفزيون آلان سيبينوال ومات زولر ستز ميامي فايس باعتباره أعظم مسلسل تلفزيوني أمريكي رقم 51 على الإطلاق في كتابهم لعام 2016 بعنوان TV (الكتاب)

### التأثير على الثقافة الشعبية
كان ميامي فايس برنامجًا رائدًا للشرطة في الثمانينيات. كان له تأثير ملحوظ على الموضات الشعبية في العقد ووضع نغمة لتطور الدراما البوليسية. سلسلة مثل القتل: الحياة في الشارع و إن واي بي دي بلو و قانون ونظام امتياز، على الرغم من اختلافها بشكل ملحوظ في الأسلوب والموضوع عن ميامي فايس، فقد اتبعت قيادتها في كسر قالب النوع الفنى.
كان العرض مؤثرًا جدًا لدرجة أن أسلوب ميامي فايس غالبًا ما تم استعارته أو التلميح إليه من قبل الكثير من ثقافة البوب المعاصرة للإشارة أو التأكيد على عقد الثمانينيات. كان تأثيرها كرمز للثقافة الشعبية ولا يزال يُرى بعد عقود من ظهورها. ومن الأمثلة على ذلك حلقة "The One With All The Thanksgivings" من مسلسل السيت كوم الأمريكي «فريندز». تُظهر مشاهد الفلاش باك من ثمانينيات القرن الماضي في هذه الحلقة الشخصيات روس وتشاندلر في بدلات ملونة بألوان الباستيل وأكمام مطوية مثل تلك الخاصة بسوني كروكيت. مثال آخر هو فيلم ليال مرعبة، الذي تدور أحداثه في السبعينيات. يتقدم الفيلم في الثمانينيات وينتهي مع مارك والبيرج مرتديًا سترة من الكتان الأبيض، وأكمام ملفوفة، وقميصًا ورديًا ساطعًا مدسوسًا في سروال من الكتان الأبيض، كما تم ذكر المسلسل في بعض المسلسلات والأفلام مثل وذئب وول ستريت وبريكينج باد.. هذا يُعلم الجمهور بأن هذا الشائع الآن في وقتاً ما في منتصف الثمانينيات بسبب الشعبية الهائلة لـ ميامي فايس من 1984 إلى 1986.

غلاف لعبة غراند ثفت أوتو: فايس سيتي

لعبة الفيديو جراند ثفت أوتو: فايس سيتي، التي نشرتها روكستار جيمز في عام 2002، مستوحاة بشكل كبير من ميامي فايس بطرق متعددة. تدور أحداث اللعبة في مدينة خيالية مستوحاة من ميامي تسمى «فايس سيتي». فيليب مايكل توماس كان مؤدي صوت شخصية لانس فانس. يظهر ضابطا شرطة سريان في سيارة شرطة رياضية داخل اللعبة عندما يحصل اللاعب على ثلاث نجوم. يأتى الضابطان، أحدهما أبيض والآخر أسود، يشبهان الشخصيات الرئيسية لـ ميامي فايس. في، جراند ثفت أوتو: فايس سيتي ستوريز، هناك ضابطان في وضع تعدد اللاعبين يُدعى Cracker and Butts، وهو محاكاة ساخرة لـ كروكيت وتابس.
ترمز العديد من أنماط الموضة والاتجاهات التي اشتهر بها ميامي فايس، مثل السيارات السريعة والقوارب السريعة، واللحية غير المحلوقة، والقمصان، والأكمام الملفوفة، والنظارات الشمسية راي بان.إلى الصورة النمطية للأزياء والثقافة في الثمانينيات.
كان للعرض أيضًا تأثير دائم على ميامي نفسها. وقد لفت انتباه وسائل الإعلام إلى بدء تنشيط مناطق ساوث بيتش ومنطقة آرت ديكو في ميامي بيتش، بالإضافة إلى أجزاء أخرى من ميامي الكبرى، وزيادة السياحة والاستثمار. حتى بعد 38 عامًا من بث ميامي فايس لأول مرة، كانت لا تزال مسؤولة عن نصيبها من الزيارات السياحية إلى المدينة. حقيقة أن كروكيت وتابس كانا من ضباط مقاطعة ديد وليس شرطة مدينة ميامي تمثل الفكرة متزايدة لحكومة المترو في ميامي. في عام 1997، غيّر استفتاء المقاطعة الاسم من مقاطعة ديد إلى مقاطعة ميامي ديد. أصبح مكتب شرطة مقاطعة ديد الآن قسم شرطة ميامي ديد.

## وسائط المنزل
أصدرت استديوهات عالمية جميع مواسم ميامي فايس على DVD للمناطق 1 و 2 و 4. تم إصدار المواسم 1 و 2 في عام 2005، وتم إصدار المواسم من 3 إلى 5 في عام 2007. كان إصدار دي في دي للمسلسل بطيئًا بشكل كبير بسبب إحدى السمات المميزة للعرض: التكامل الثقيل لموسيقى البوب والروك في الثمانينيات. كان من الصعب الحصول على حقوق الموسيقى والحصول على إذن لاستخدامها. (في إصدار VHS، تم استبدال أغنية ذا رولينج ستونز " Miss You " بموسيقى الروك العامة.) في إعلان نوفمبر 2004 عن إصدار DVD للمسلسل، وعدت Universal بأن جميع الموسيقى الأصلية في السلسلة ستكون سليمة. في 21 أغسطس 2007، أعلنت شركة Universal عن إصدار 13 نوفمبر 2007 من السلسلة الكاملة، مع جميع المواسم الخمسة على 27 قرص DVD أحادي الجانب.احتوت الفصول 1 و 2 على ستة أقراص أحادية الجانب، بدلاً من الأقراص الثلاثة ذات الوجهين في الإصدار الأولي.
في 8 مارس 2016، تم الإعلان عن حصول شركة ميل كريك انترتينمنت على حقوق المسلسل ؛ ثم أعادوا إصدار الموسمين الأول والتانى على قرص DVD في 3 مايو 2016.
في 4 أكتوبر 2016، أعاد ميل كريك إصدار Miami Vice - The Complete Series على قرص DVD وأصدر أيضًا السلسلة الكاملة على Blu-ray.
| اسم DVD              | الحلقة # | تواريخ الإصدار | تواريخ الإصدار | تواريخ الإصدار | مميزات خاصة                                                                             |
| اسم DVD              | الحلقة # | المنطقة 1      | المنطقة 2      | المنطقة 4      | مميزات خاصة                                                                             |
| -------------------- | -------- | -------------- | -------------- | -------------- | --------------------------------------------------------------------------------------- |
| الموسم الاول         | 21       | 8 فبراير 2005  | 25 أبريل 2005  | 13 يوليو 2005  | "The Vibe of Vice", "Building the Perfect Vice" "The Music of Vice", "Miami After Vice" |
| الموسم الثاني        | 22       | 22 نوفمبر 2005 | 24 يوليو 2006  | 20 يوليو 2006  |                                                                                         |
| الموسم الثالث        | 24       | 20 مارس 2007   | 14 مايو 2007   | 5 يوليو 2007   |                                                                                         |
| الموسم الرابع        | 22       | 20 مارس 2007   | 13 أغسطس 2007  | 4 ديسمبر 2007  |                                                                                         |
| الموسم الخامس        | 21       | 26 يونيو 2007  | 26 ديسمبر 2007 | 29 يوليو 2009  |                                                                                         |
| الفصول الأول والثاني | 43       | غير متاح       | 27 نوفمبر 2006 | غير متاح       |                                                                                         |
| السلسلة الكاملة      | 111      | 13 نوفمبر 2007 | 8 أكتوبر 2007  | يُعلن لاحقًا     | نفس الميزات الخاصة من الموسم الأول.                                                     |

## روابط خارجية
- ميامي فايس على موقع IMDb (الإنجليزية)
- ميامي فايس على موقع ميتاكريتيك (الإنجليزية)
- ميامي فايس على موقع الموسوعة البريطانية (الإنجليزية)
- ميامي فايس على موقع روتن توميتوز (الإنجليزية)
- ميامي فايس على موقع كينوبويسك (الروسية)
- ميامي فايس على موقع ألو سيني (الفرنسية)
- ميامي فايس على موقع قاعدة بيانات الفيلم (الإنجليزية)
- أكبر موقع ويب لنائب ميامي في العالم
- موقع Miami Vice DVD الرسمي
- نائب ميامي في متحف اتصالات البث
- نائب ميامي على موقع هولو
- نائب ميامي على هيئة الإذاعة الوطنية